# Електронасос
Електронасос (рос.электронасос; англ. electric pump; нім. elektrische Pumpe f) – насос, що приводиться в дію електродвигуном.
Крім того розрізняють електронасосний агрегат – насосний агрегат, в якому приводним двигуном є електродвигун.